# Bou Hachana
Bou Hachana là một đô thị thuộc tỉnh Guelma, Algérie. Dân số thời điểm năm 2002 là 5.575 người.